# Зарывинцы
Зарывинцы (укр. Заривинці) — село в Бучачской городской общине Чортковского района Тернопольской области Украини.
До 2020 года входило в Бучачский район.
Код КОАТУУ — 6121281001. Население по переписи 2001 года составляло 614 человек.

## Географическое положение
Село Зарывинцы находится на берегу реки Стрыпа,
выше по течению на расстоянии в 0,5 км расположено село Переволока,
ниже по течению на расстоянии в 0,5 км расположено село Рукомыш.

## Объекты социальной сферы
- Школа I—II ст.
- Клуб.